# Diplodactylus kenneallyi
Espèce
Diplodactylus kenneallyi est une espèce de gecko de la famille des Diplodactylidae.

## Répartition
Cette espèce est endémique d'Australie-Occidentale. Elle se rencontre dans la région du  lac Buchanan.

## Description
C'est un gecko terrestre, nocturne et insectivore.

## Étymologie
Cette espèce est nommée en l'honneur de Kevin Francis Kenneally (1945-).

## Publication originale
- Storr, 1988 : Three new Diplodactylus (Lacertilia: Gekkonidae) from the and zone of Australia. Records of the Western Australian Museum, vol. 14, p. 217-233 (texte intégral).